# R. W. B. Lewis
 Richard Warrington Baldwin Lewis (geboren am 1. November 1917 in Chicago, Illinois; gestorben am 13. Juni 2002 in Bethany, Connecticut) war ein amerikanischer Literaturwissenschaftler. Er zählt zu den einflussreichsten Autoren der ersten Amerikanistengeneration.
Lewis, Sohn eines episkopalischen Pfarrers, studierte an der Harvard University (B.A. 1941), später an der University of Chicago (M.A. 1941; Ph.D. 1954). 1950–1951 war er Dekan des Salzburg Seminar, in der Folge lehrte er 1952–1954 an der Princeton University und erhielt 1954 eine Professur an der Rutgers University und wurde 1959 an die Yale University gerufen, wo er bis zu seinem Tod blieb. 1982 wurde er in die American Academy of Arts and Letters gewählt.
Von einigem Einfluss auf die Amerikanistik, die sich in den 1950er Jahren als eigenständige akademische Disziplin etablierte, war sein 1955 erschienenes Erstlingswerk The American Adam: Innocence, Tragedy and Tradition in the 19th Century („Der amerikanische Adam: Unschuld, Tragödie und Tradition im 19. Jahrhundert“), in der er einen Mythos formulierte, der vielen Werken der amerikanischen Literatur insbesondere der Romantik zugrunde liege: die Vorstellung vom Amerikaner als einem unbeschriebenen Blatt, von den Konventionen und Zwängen der europäischen Gesellschaft befreit, der ähnlich dem biblischen Adam in einer geradezu paradiesischen Unschuld sein Schicksal in einem neuen Eden – der neuen Welt – in die Hand nimmt und selbstbestimmt sein Leben meistert.
Neben zahlreichen weiteren Beiträgen zur amerikanischen Literaturgeschichte ist insbesondere seine Biografie von Edith Wharton zu nennen, für die er 1976 den Pulitzer-Preis gewann. Lewis’ Buch trug einiges zur Aufwertung dieser zwischenzeitlich vernachlässigten Romanautorin bei; im Laufe seiner Forschungen zu diesem Buch entdeckte Lewis auch einige bis dahin unbekannte Briefe und Prosafragmente aus Whartons Feder.

## Werke
- The American Adam: Innocence, Tragedy, and Tradition in the Nineteenth Century (1955)
- The Picaresque Saint. Representative Figures in Contemporary Fiction (1959)
- Herman Melville (1962)
- Trials of the Word: Essays in American Literature and the Humanistic Tradition (1965)
- The Poetry of Hart Crane: A Critical Study (1967)
- American Literature: The Makers and the Making: Book C / 1861 to 1914 (1974; mit Cleanth Brooks und Robert Penn Warren)
- Edith Wharton (1975)
- The Jameses: A Family Narrative (1991)
- Literary Reflections: A Shoring of Images 1960-1993 (1993)
- The City of Florence: Historical Vistas and Personal Sightings (1995)
- American Characters: Selections from the National Portrait Gallery, Accompanied by Literary Portraits (1999, with Nancy Lewis)
- Dante (2001)

### Herausgeberschaft
- Presence of Walt Whitman (1962)
- Malraux: A Collection of Critical Essays (1964)
- The Letters of Edith Wharton (1989, mit Nancy Lewis)
- The Selected Short Stories of Edith Wharton (1991)